# Diecezja Lugo
Diecezja Lugo (łac. Dioecesis Lucensis in Hispania) – diecezja Kościoła rzymskokatolickiego w Hiszpanii. Należy do metropolii Santiago de Compostela. Została erygowana w II w.

## Biskupi
- Biskup diecezjalny: Alfonso Carrasco Rouco